# Nogueira de Ramuín
Nogueira de Ramuín è un comune spagnolo di 2 531 abitanti situato nella comunità autonoma della Galizia.